# Bulbophyllum rufilabrum
Bulbophyllum rufilabrum là một loài phong lan thuộc chi Bulbophyllum. Tên tiếng Anh thông thường là The Fox Red Lip Bulbophyllum. Hoa phong lan này nở vào tháng 10 và tháng 11 tại khu vực Đông Dương. Hoa rộng 0,3 cm và cao 0,5 cm. Hoa có ba cánh, hai cánh ngoài tạo thành hình vỏ mở, cánh thứ ba ở giữa có màu đỏ. Hoa nằm ở cuối cụm.